# Santa Catalina (Uruguay)
Santa Catalina es una localidad uruguaya del departamento de Soriano.

## Geografía
La localidad se ubica al sureste del departamento de Soriano, sobre la cuchilla del Bizcocho y junto a la ruta 2 en su km 198. Aproximadamente 85 km la separan de la capital departamental, Mercedes, mientras que la ciudad más cercana es Cardona a 15 km al sur.

## Historia
La localidad de Santa Catalina tuvo su origen con la llegada del ferrocarril de la línea a Mercedes y la construcción de la estación en el km 196 a principios del siglo XX. Fue elevada oficialmente a la categoría de pueblo por ley 9985 del 19 de diciembre de 1940.

## Población
Según el censo de 2023 la localidad contaba con una población de 1013 habitantes.
| 1894          | 824 | 884 | 882 | 929 | 1053 | 998 | 1013 |
| (Fuente: INE) |     |     |     |     |      |     |      |

## Economía
La localidad es un importante centro agrícola y ganadero. Se destacan en la zona importantes cabañas del gran pedigrí nacional en ganado vacuno, ovino y equino.

## Personalidades
- Pablo Purriel: médico y político, vivió su infancia y adolescencia en esta localidad.